# Case-Pilote
Case-Pilote é uma comuna francesa no departamento ultramarino da Martinica. Estende-se por uma área de 18.44 km², e possui 4.454 habitantes, segundo o censo de 2018, com uma densidade de 240 hab/km².